# 熱海ホテル

熱海ホテル（改築後）。1933年

熱海ホテル（あたみホテル）は、静岡県熱海市海光町4-23に存在したホテル。1977年解体。

## 概要
帝国ホテルの元副支配人岸衛が、熱海の仲町（現・銀座町）にあった高級旅館「樋口」のホテル部「樋口ホテル」を1916年に「熱海ホテル」に改称、さらに1922年、未開地であった伊豆山中腹を開拓して新しくホテルを建設し、「熱海ホテル」として開業した。1923年初旬にはロシアの極東全権大使アドリフ・ヨッフェや中国国民党指導者廖仲愷らが宿泊し、注目された。
しかし同年の関東大震災により建物が壊れ、1930年には山田馨の設計によるスペイン風洋館のホテルに改装して再出発。16,500平方メートルの敷地にコンクリート3階建・68室の客室のほか、相模湾の向こうに初島や伊豆大島を眼下にとらえることのできる展望台を持ち、程なくして熱海を代表する高級ホテルとなった。1934年の資料では、代表者・平野幸吉、部屋数60（うち和室30）とある。のち経営権は根津財閥傘下の精養軒に移り、戦時中は海軍に接収される。
戦後すぐの1945年10月、小佐野賢治率いる国際興業が買収し、連合国軍最高司令官総司令部が接収した。1952年には日本人宿泊者の受け入れを再開し、1977年8月まで営業が続けられた。施設は営業終了後に老朽化を理由に取り壊されており、跡地は更地となり往時の面影は全くない。
また、同ホテル別館として、熱海市西山町に「熱海ホテル別館清流荘」があった。こちらは伏見宮家別邸を国際興業が1947年に譲り受けたもので、19,700平方メートルの広大な敷地と日本庭園を持ち、1949年より和風旅館として営業した。この旅館も熱海ホテル閉鎖と同日に営業を終了。建物も取り壊された。現在、清流荘跡地には「熱海ホテルパイプのけむり」が営業しているが、このホテルと本項の熱海ホテル・清流荘とは何ら関係がない。

## 樋口ホテル
熱海ホテルの前身である「樋口ホテル」は、岸衛の岳父・樋口忠助が開業経営していた。樋口忠助は横浜の外国商館で生糸貿易に携わって財を成し、1883年に熱海の仲町（現・銀座町）の医王寺の跡地に樋口旅館を開いた。訪れた成島柳北は「気象万千楼」という扁額を与え、忠助はそれを旅館の号とした。気象万千は「様々に変化する風光は素晴らしい」という意味で、范仲淹の『岳陽樓記』に出てくる言葉である。
1892年には洋式客室を備えたホテル部「樋口ホテル」を併設開業した。同ホテルはモダンな洋館で、熱海で初めて洋食を出した。忠助は欧米各地のホテルで修業した岸を長女の婿に迎え、1916年に「樋口ホテル」を「熱海ホテル」と改称し、代表を岸に譲った。その後岸は新たに土地を求め、1922年に伊豆山中腹に洋式ホテルを建設し、「熱海ホテル」として開業した。仲町にあった元の熱海ホテルは取り壊されて他の旅館になった。

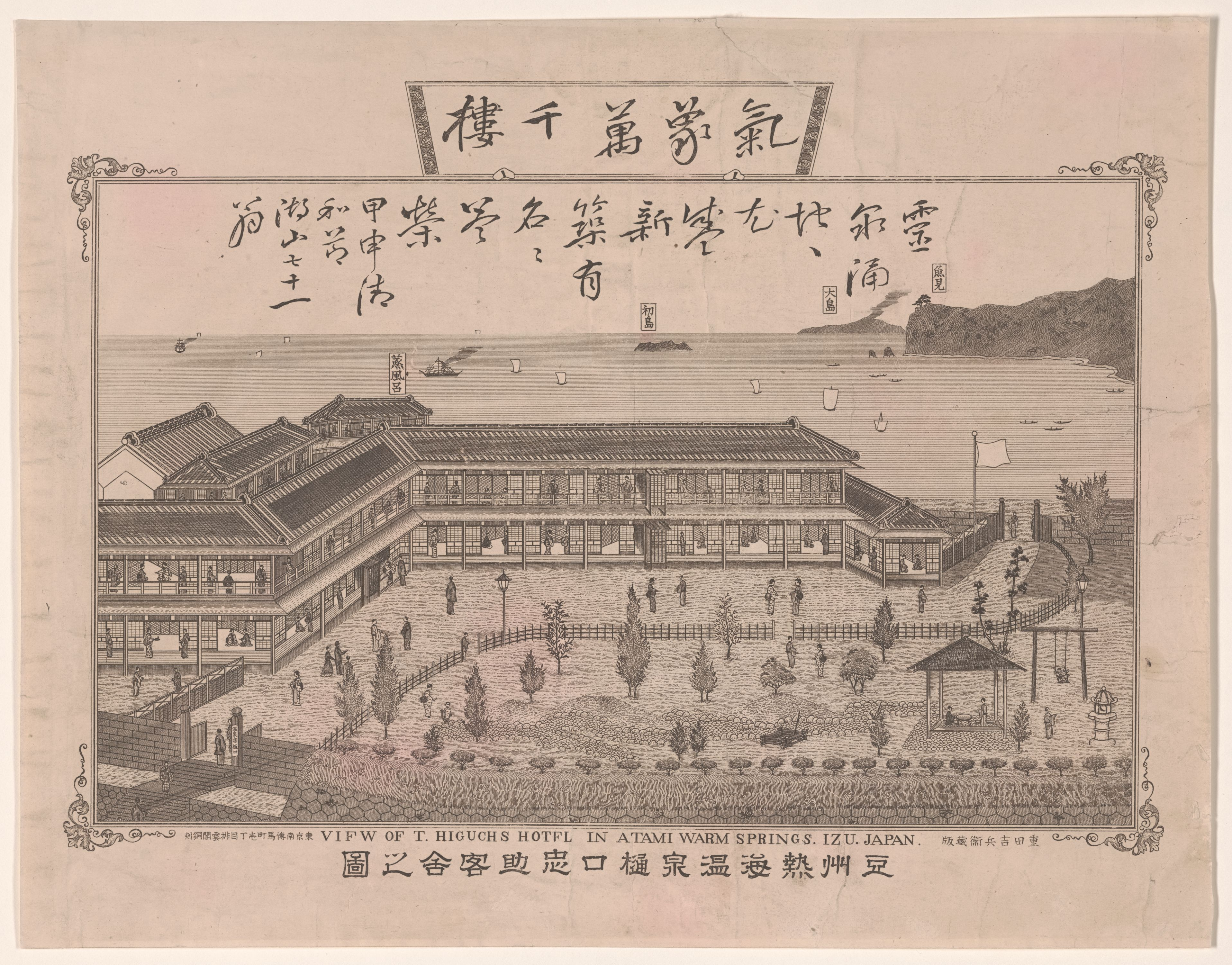
樋口旅館「気象万千楼」豆州熱海温泉樋口忠助客舎之圖
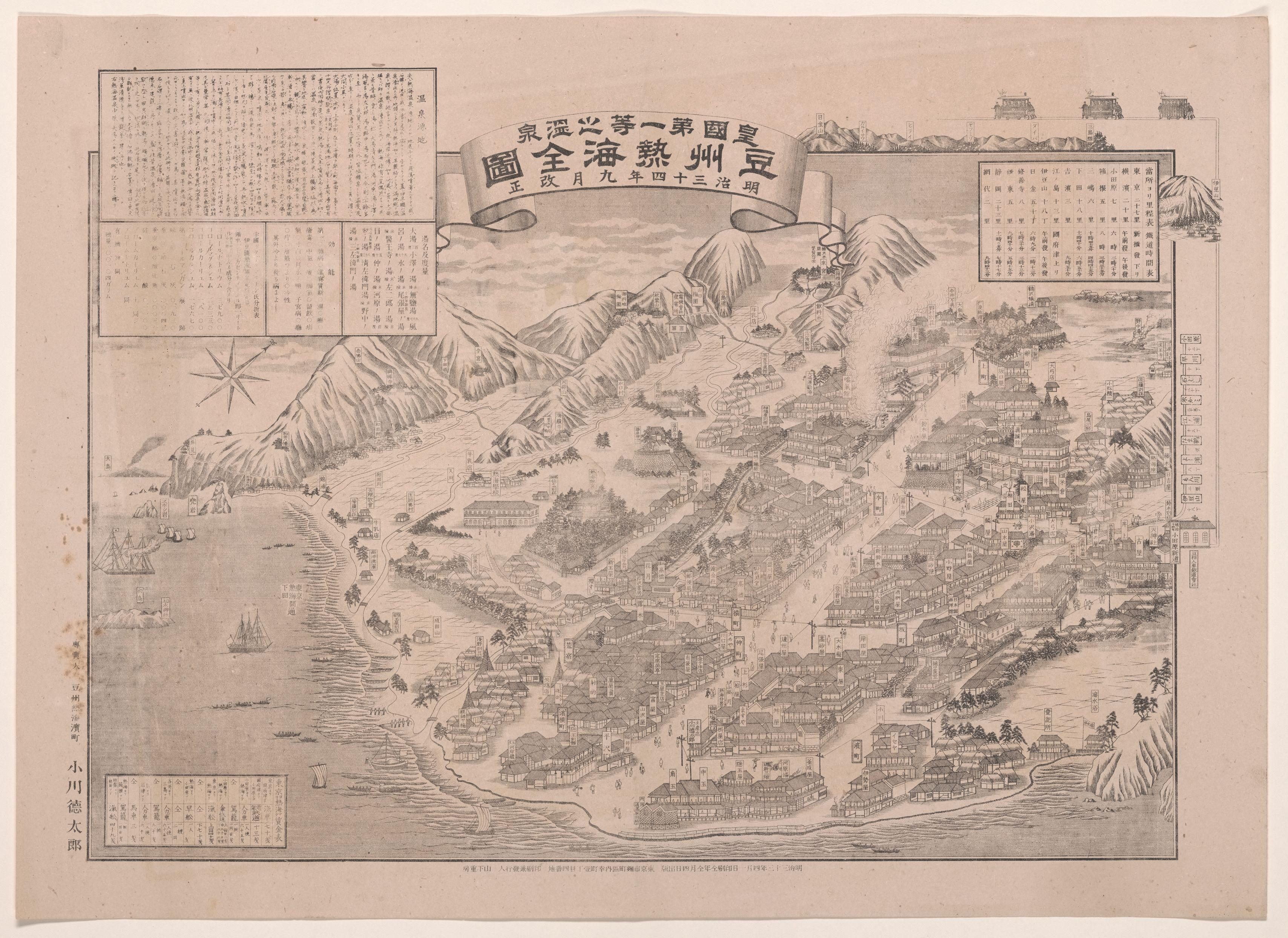
旅館樋口の西洋館として樋口ホテルが描かれている（右下）豆州熱海全圖